# كسوف

كسوف كلي أثناء كسوف الشمس في 1999. يظهر الشواظ الشمسي على الأطراف (باللون الأحمر) بالإضافة إلى هالة شمسية هائلة.

الكسوف أو الاحتجاب هو حدث فلكي يحدث عندما يُحجب جسم فلكي أو مركبة فضائية مؤقتًا، نتيجة مرورها في ظل جسم آخر، أو عند مرور جسم آخر بينها وبين الراصد. تُعرف هذه المحاذاة بين ثلاثة أجسام سماوية بالاقتران الكوكبي. يُستخدم مصطلح الكسوف بغض النظر عن الاقتران الكوكبي، عندما تصل مركبة فضائية إلى موقع تستطيع فيه رصد جسمين سماويين محاذيين لبعضهما بشكل كبير. ينتج الكسوف إمّا عن الاحتجاب (اختفاء كلي)، أو عن العبور (اختفاء جزئي).
يُستخدم مصطلح الكسوف غالبًا لوصف الكسوف الشمسي، وذلك عندما يعبر ظل القمر سطح الأرض، ويُستخدم لوصف خسوف القمر، وذلك عندما يتحرك القمر خلال ظل الأرض. يُمكن أن يشير الكسوف أيضًا إلى أحداث خارج نظام الأرض-القمر: فمثلًا، كوكب يتحرك ضمن ظل أحد أقماره، أو قمر يعبر خلال ظل كوكبه المضيف، أو قمر يعبر خلال ظل قمر آخر. يُمكن أن ينتج عن نظام نجم ثنائي كسوفات أيضًا، وذلك إذا تقاطع مستوى مدار النجمَين المكونين للنظام مع موقع الراصد.
بالنسبة لحالات الكسوف الشمسي والقمري الخاصة، فهي تحدث فقط أثناء «موسم الكسوف»، وتحدث مرتين في كل سنة عندما يتقاطع مستوي مدار الأرض حول الشمس مع مستوى مدار القمر حول الأرض. يعتمد نوع الكسوف الشمسي الذي يحدث خلال كل موسم (في حال كان كليًا، أو حلقيًا، أو هجينًا، أو جزئيًا) على الحجوم الظاهرية لكل من الشمس والقمر. في حال كان مدار الأرض حول الشمس ومدار القمر حول الأرض في مستوى واحد مع بعضهما، سيحدث كسوف كل شهر. سيكون هناك خسوف للقمر عند كل بدر (قمر مكتمل)، وكسوف للشمس عند كل محاق (أول طور للقمر). إن كان كل من المدارين دائريين بشكل تام، عندها سيكون النوع نفسه من الكسوف الشمسي كل شهر. بسبب الاختلافات غير المستوية وغير الدائرية فإنّ تلك الكسوفات ليست حدثًا شائعًا. يُمكن مشاهدة خسوفات القمر من نصف الأرض المظلم بأكمله. أمّا بالنسبة للكسوفات الشمسية، وبشكل خاص الكسوفات الكلية التي تحدث في أي نقطة محددة على سطح الأرض، فهي أحداث نادرة، يمكن أن تفصل بينها عدة عقود.

## الظل وشبه الظل وما وراء الظل
يمكن أن يُمد خط بين أي جسمين في الفضاء، من الأول إلى الثاني. سيحجب الجسم الثاني بعض كمية الضوء المنبعثة من الجسم الأول، ما يخلق منطقة من الظل حول محور الخط. تتحرك هذه الأجسام بالنسبة لبعضها وللمناطق المحيطة بها، لذلك فإن الظل الناتج سيمتد على منطقة من الفضاء، ويجتاز موقعًا معينًا فقط من المنطقة، ولمدة زمنية محددة. يُعرف حدث التظليل هذا الذي يُرى من موقع كهذا بالكسوف.  
عادةً ما يكون المقطع العرضي للأجسام المُشتركة في الكسوف الفلكي على شكل قرص تقريبًا. تُقسم منطقة ظل الجسم خلال الكسوف إلى ثلاثة أجزاء: 
- الظل (Umbra): وفيها يحجب الجسم مصدر الضوء بشكل كلي. بالنسبة للشمس، فمصدر الضوء هو الغلاف الضوئي.
- ما وراء الظل (Antumbra): يمتد وراء نهاية الظل، وفي هذه الحالة يكون الجسم أمام مصدر الضوء بالكامل، لكنه صغير جدًا ليستطيع تغطية الجسم بالكامل.
- شبه الظل (Penumbra): ويكون الجسم في هذه الحالة أمام مصدر الضوء بشكل جزئي فقط.

يحدث الكسوف الكلي عندما يكون الراصد ضمن سويداء الظل، والكسوف الحلقي عندما يكون الراصد ضمن ما وراء الظل، والكسوف الجزئي عندما يكون الراصد ضمن شبه الظل. تنطبق حالتا سويداء الظل وشبه الظل فقط خلال الخسوف القمري، وذلك لأنّ قطر الأرض الظاهري اعتبارًا من القمر يبلغ أربعة أضعاف قطر الشمس. يمكن استخدام نفس المصطلحات بشكل مشابه لوصف كسوفات أخرى. على سبيل المثال، عبور ما وراء ظل ديموس للمريخ، أو دخول فوبوس في شبه ظل المريخ.
يحدث الالتقاء الأول عندما يبدأ قرص الجسم الكاسف بالتأثير على مصدر الضوء، ويحدث الالتقاء الثاني عندما يتحرك القرص بشكل كامل ضمن حدود مصدر الضوء، والالتقاء الثالث عندما يبدأ الجسم بالخروج من الضوء، والالتقاء الرابع عندما يغادر قرص مصدر الضوء بشكل كامل في النهاية.
بالنسبة للأجسام الكروية، عندما يكون الجسم الحاجب أكبر من النجم، يُعطى طول (إل) سويداء الظل الذي يأخذ شكل مخروط بالمعادلة:
{\displaystyle L\ =\ {\frac {r\cdot R_{o}}{R_{s}-R_{o}}}}
إذ إن آرإس نصف قطر النجم، وآر0 نصف قطر الجسم الحاجب، وآر المسافة بين النجم والجسم الحاجب. بالنسبة للأرض، يساوي (إل) بشكل متوسط 1.384x106 كيلو متر، وهو أكبر بكثير من نصف المحور الأكبر للقمر الذي يبلغ 3.844x 105. لذلك قد يغطي مخروط ظل الأرض القمر بالكامل خلال خسوف القمر. في حال كان يتمتع الجسم الحاجب بغلاف جوي، يمكن أن ينكسر بعض ضياء النجم داخل سويداء الظل. يحدث هذا على سبيل المثال في أثناء خسوف القمر الذي تسببه الأرض، ما ينتج إضاءة خافتة مُحمرّة للقمر بالإجمال.
يتحرك الظل المُلقى على الأرض خلال الكسوف بسرعة كيلو متر في الثانية تقريبًا. يعتمد هذا على موقع الظل على الأرض، والزاوية التي يتحرك بها.

## دورات الكسوف
تحدث دورة الكسوف عندما يفصل بين سلسلة من الكسوفات فترة زمنية محددة. يحدث هذا عندما تشكّل الحركات المدارية للأجسام أنماطًا توافقية متكررة. على وجه الخصوص دورة ساروس، التي ينتج عنها تكرار كسوف الشمس أو خسوف القمر كل 6585.5 يوم، أو أكثر من 18 عام بقليل. ولأن هذا العدد من الأيام غير صحيح، ستكون الكسوفات المتعاقبة مرئية من أجزاء مختلفة من العالم.

## نظام الأرض-القمر
يحدث الكسوف الذي يضم الشمس والأرض والقمر فقط عندما يكون الثلاثة في خط مستقيم تقريبًا، ما يسمح باختفاء أحدها وراء الآخر، فيُشاهَد الكسوف من الجسم الثالث. وبسبب ميل المستوى المداري للقمر بالنسبة للمستوى المداري للأرض (مسار الشمس)، تحدث الكسوفات فقط عندما يكون القمر قريبًا من تقاطع هذين المستويين (العقد المدارية). تتحاذى الشمس والأرض والعقد المدارية مرتين في العام (خلال موسم الكسوف)، ويمكن أن يحدث الكسوف خلال فترة شهرين تقريبًا في هذه الأوقات. من الممكن حدوث أربعة إلى سبعة كسوفات في السنة التقويمية، التي تتكرر وفقًا لدورات الكسوف المتعددة، مثل دورة ساروس.
يوجد بين عامي 1901 و2100 سبعة كسوفات كحد أقصى في العام:
- أربعة خسوفات قمرية (شبه ظليلة)، وثلاثة كسوفات شمسية: 1908، 2038
- أربعة كسوفات شمسية، وثلاثة خسوفات قمرية: 1918، 1973، 2094
- خمسة كسوفات شمسية، وخسوفان قمريان: 1934

باستثناء الخسوفات القمرية شبه الظليلة، يوجد سبعة كسوفات كحد أقصى في الأعوام:
- 1591، 1656، 1787، 1805، 1918، 1935، 1982، 2094.

### الكسوف الشمسي
يحدث الكسوف الشمسي عند رصده من الأرض، عندما يعبر القمر أمام الشمس. يعتمد نوع الكسوف الشمسي على المسافة بين القمر والأرض خلال الكسوف. يحدث الكسوف الشمسي الكلي عندما تتقاطع الأرض مع سويداء ظل القمر. تُحجب الشمس بشكل جزئي عندما لا يصل سويداء الظل إلى سطح الأرض، وينتج عن ذلك الكسوف الحلقي. يحدث الكسوف الجزئي عندما يكون الراصد ضمن شبه الظل.
«قدر الكسوف» هو الجزء من قطر الشمس الذي يغطيه القمر. بالنسبة للكسوف الكلي، فإن هذه القيمة أكبر أو تساوي الواحد دائمًا. إن قدر الكسوف في كل من الكسوفات الحلقية والكلية هو النسبة بين الحجم الزاوي للقمر إلى الحجم الزاوي الشمس. 

## مقالات ذات صلة
- كسوف الشمس
- خسوف القمر
- قائمة كسوفات الشمس في القرن العشرين